# The Lady's from Kentucky
Pour plus de détails, voir Fiche technique et Distribution.
The Lady's from Kentucky est un film américain réalisé par Alexander Hall, sorti en 1939.

## Fiche technique
- Titre : The Lady's from Kentucky
- Réalisation : Alexander Hall
- Scénario : Rowland Brown et Malcolm Stuart Boylan
- Photographie : Theodor Sparkuhl
- Montage : Harvey Johnston
- Société de production : Paramount Pictures
- Pays de production : États-Unis
- Format : Noir et blanc - 1,37:1
- Genre : drame
- Durée : 67 minutes
- Date de sortie : 1939

## Distribution
- George Raft : Marty Black
- Ellen Drew : Penelope 'Penny' Hollis
- Hugh Herbert : Mousey Johnson
- Zasu Pitts : Dulcey Lee
- Louise Beavers : Tante Tina
- Lew Payton : Sixty
- Forrester Harvey : Nonny Watkins
- Edward Pawley : Spike Cronin
- Gilbert Emery : Pinckney Rodell
- Eugene Jackson : Winfield
- Jimmy Bristow : Brewster
- George Anderson (en) : Joe Lane